# José Iruretagoyena Solchaga
José Iruretagoyena Solchaga (Lodosa, Navarra, 27 de julio de 1879-Pamplona, 26 de marzo de 1960) fue un militar español que participó en el golpe de Estado contra la Segunda República que llevó a la Guerra Civil.

## Biografía
Iruretagoyena nació en el seno de una familia de tradición militar. En 1895 ingresó en la Academia General Militar de Toledo, donde realizó sus estudios.
En el momento de comenzar la guerra, Iruretagoyena se encontraba disponible forzoso y ostentaba el rango de coronel. El 11 de agosto de 1936 su primo, el coronel José Solchaga, a la postre comandante de las fuerzas sublevadas que operaban en Guipúzcoa, le nombró al frente de las tropas en el sector de Tolosa. Durante las siguientes semanas participó en las operaciones que se desarrollaron en Guipúzcoa, avanzando sobre Andoáin y posteriormente por la zona costera. En noviembre fue relevado del mando por enfermedad. A comienzos de 1937 participó en la tercera batalla de la carretera de La Coruña al mando de una columna, la cual logró capturar las poblaciones de Villafranca del Castillo y Villanueva del Pardillo a pesar de la fuerte resistencia republicana.
En julio de 1937 se encuentra cubriendo un sector del frente al mando de la 11.ª División, con la que intervendría en la batalla de Brunete. Meses después fue nombrado comandante de la III División Navarra, interviniendo en la batalla de Teruel y luego en la exitosa ofensiva de Aragón. En junio de 1938 sus tropas lograron expulsar a la 43.ª División republicana de la Bolsa de Bielsa tras dos meses de una fuerte resistencia por parte de los republicanos. En enero de 1939 su división participó en la campaña de Cataluña, logrando ocupar un buen número de poblaciones hasta alcanzar Vich, donde se detuvo su avance. Al mes siguiente ascendió a general de brigada por méritos de guerra. Iruretagoyena terminó la guerra en el frente de Levante.
Durante la posguerra fue gobernador militar de la III Región Militar y alcalde de Pamplona entre 1946 y 1947. Tras la guerra fue declarado hijo predilecto de Navarra junto a otros personajes militares, como el propio Francisco Franco, aunque en 2015 el gobierno navarro decidió retirarle este tratamiento honorífico.